# Navarcles
Navarcles è un comune spagnolo di 5 947 abitanti situato nella comunità autonoma della Catalogna.